# Gil Vicente

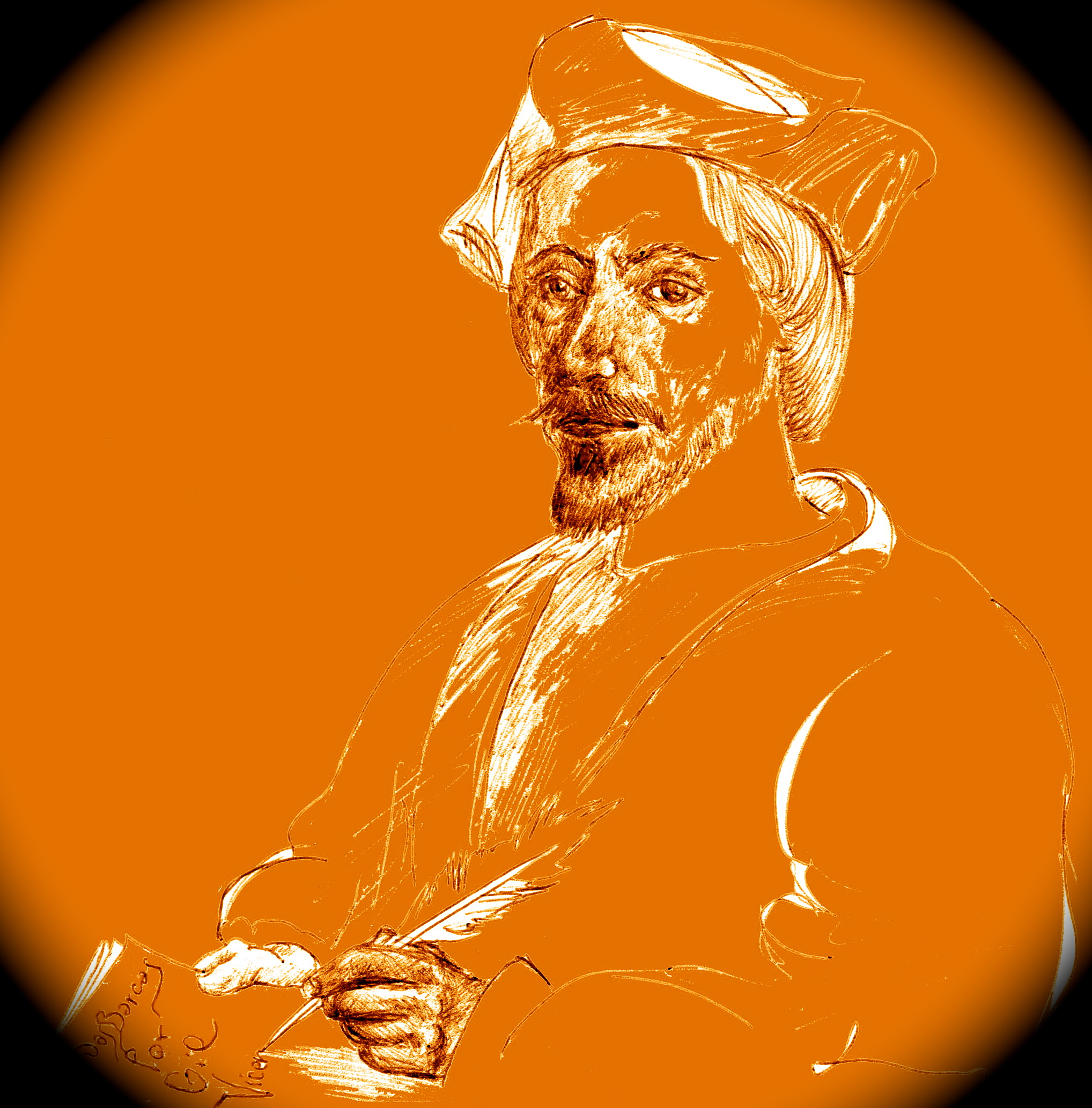
Gil Vicente.

Gil Vicente, född omkring 1465, död omkring 1536, var en portugisisk poet.
Gil Vicente gjorde sig känd genom en monolog på spanska, föredragen av honom själv inför den spanskfödda drottning Maria av Aragonien 1502, och blev från den stunden knuten till hovet. Man har av honom 43 dramer, såväl religiösa (autos) som humoristiska farser, i vilka han själv spelade huvudrollerna. Gil Vicente grundlade den portugisiska dramatiken och hade även stort inflytande på Spaniens dramatiska diktning. Gil Vicentes Obras utgavs 1562.